# Lancia titanalis
Lancia titanalis là một loài bướm đêm trong họ Crambidae.